# Fascinax
Fascinax est un personnage de fiction créé en 1921 en France dont les aventures littéraires furent publiées dans la « Librairie des romans choisis ». L’auteur de cette série éponyme n’a cependant jamais été formellement identifié.
Fascinax possède de nombreux pouvoirs surnaturels, légués par un yogi, qu'il met au service de la justice. Au cours des vingt-deux épisodes qui constituent sa série, il affronte son ennemi juré Numa Pergyll, des Martiens et la Reine des Sirènes.

## Présentation du personnage
Jeune médecin britannique en poste à Mindoro aux Philippines, George Leiceister doit réaliser une autopsie sur un yogi du nom de Nadir Kritchna, exécuté par électrocution pour un crime qu'il n'a pas commis. Cependant, le yogi se réveille et parvient à s'enfuit grâce à l'aide de Leiceister. Pour le remercier de sa bonté, le yogi décide de lui transmettre une partie de ses pouvoirs surnaturels. Il le conduit ainsi dans un temple hindou secret pour le mettre à l'épreuve. En sortant du temple, Leiceister devient « Fascinax », un homme aux multiples pouvoirs.
Fascinax acquiert ainsi la faculté de voir dans le passé et le futur, de lire dans les pensées ou encore d'hypnotiser les gens. Grâce à sa voiture perfectionnée, la « Fascine », et à ses pouvoirs occultes, Fascinax sert la justice en affrontant de nombreux vilains, tels que son ennemi juré, Numa Pergyll (un mystique doué des mêmes pouvoirs que lui mais au service du mal), des Martiens et la Reine des Sirènes.

## Un auteur anonyme
Les aventures de Fascinax paraissent en 1921 à travers vingt-deux fascicules dont l'auteur n'a jamais été formellement identifié. Publiée à la « Librairie des romans choisis » cette série est illustrée par Gino Starace et de son fils Jan.
Malgré l'anonymat de l'auteur, plusieurs noms ont été suggérés : ainsi Georges Fronval évoquait le nom de Marcel Allain, tandis que Claude Hermier avançait celui de Gustave Le Rouge. Ces simples hypothèses se basant sur le style littéraire des aventures de Fascinax n'ont cependant pas levé le mystère de son auteur.

### Liste des fascicules
1. Qui est-ce ?
2. Le Docteur aux yeux verts
3. La Morte de Long Island
4. La Momie sans pouce
5. La Vapeur écarlate
6. La Pierre fatale
7. L’avalanche vengeresse
8. Le Saut de la mort
9. Au bord de l’abîme
10. Le Jouet qui parle
11. Le Sous marin volant
12. Le Téléphone mystérieux
13. Un message de la planète Mars
14. Une caverne aux millions
15. L'Escalier de feu
16. L'Obus infernal
17. La Cloche humaine
18. Le Château du fantôme
19. La Roche ensorcelée
20. Le Pendu de l’Île-aux-rats
21. L'Auberge du diable
22. Les Bijoux qui tuent

## Continuateurs
Fascinax eut droit à de nouvelles aventures à partir de 2005 parues dans les anthologies américaines Tales of the Shadowmen dirigées par Jean-Marc Lofficier, où il côtoie d'autres personnages de fiction tels que Harry Dickson, Jules de Grandin ou encore Irma Vep.
Ces nouvelles littéraires furent traduites en français par la « Rivière Blanche » dans la série Les Compagnons de l'Ombre.